# THE ZUTAZUTAZ
THE ZUTAZUTAZ（ザ・ズタズタズ）は、日本の愛知県名古屋市を拠点に活動するロックバンドである。2013年に結成され、パンク、ガレージロック、ブルースを基調としたエネルギッシュでユーモア溢れる音楽スタイルで知られている。ボーカルの虎児谷直樹（とらこや なおき）を中心に、地元の仲間たちで構成され、「遊ぶか死ぬか」「愛は勝つってことを証明してやる」をスローガンに掲げて活動している。

## 歴史
2013年にボーカルの虎児谷直樹が名古屋で「悪友」を集めて結成した。バンドは地元でのライブ活動を通じて徐々に注目を集め、2017年にBS-TBSの音楽番組「イクゼ、バンド天国!!」で全国42組の中から優勝を勝ち取り、日本一の座に輝いた。この勝利により、TSUTAYAから100万TポイントやFENDERの最新ギター・ベースなどの賞品を獲得し、一躍話題となった。同年2017年4月4日には、インディーズレーベル「CLOUD RECORDS ZUTAZUTA PLANET」からフルアルバム4枚（「A盤」「T盤」「U盤」「Z盤」）を同時リリースするという異例のデビューを果たした。これらには合計48曲が収録されており、全曲異なる楽曲で構成されている。このリリースは「世界一新曲が多いバンド」としての彼らの姿勢を象徴する出来事となった。
2018年には初の全国流通シングル「ピーナッツストリート」をリリースし、さらに同年9月5日にミニアルバム「Letter」を発表。精力的な楽曲制作とライブ活動でファンベースを拡大している。

## 音楽スタイルと特徴
THE ZUTAZUTAZの音楽は、パンクやガレージロックを基盤にしつつ、ブルースの要素やユーモラスな歌詞が特徴的である。虎児谷の温かくも力強いボーカルと、ツインギターによる荒々しくもキャッチーなサウンドがバンドの魅力となっている。歌詞は社会への皮肉や直球な感情をユーモアで包み込み、リスナーに笑いと感動を同時に与えるスタイルが支持されている。また、彼らはジャンルに縛られない自由な表現を重視しており、「君を笑わせるのにジャンルなんて必要ねぇ」と語っている。この姿勢はライブパフォーマンスにも反映され、観客を巻き込んだ熱狂的なステージで知られている。

## メンバー
- 公式なメンバー全員の情報は公開されていないが、中心人物として以下のメンバーが活動に関与している。
- 虎児谷直樹（ボーカル）その他：ツインギター、ベース、ドラムスによる5人編成とされる。

## ディスコグラフィー

### アルバム
- 「A盤」「T盤」「U盤」「Z盤」（2017年4月4日、CLOUD RECORDS ZUTAZUTA PLANET）
- 「Letter」（2018年9月5日）

### シングル
- 「ピーナッツストリート」（2018年7月）

## エピソード
- 2017年の「イクゼ、バンド天国!!」優勝後、虎児谷は「TSUTAYAに映画を借りに行く感覚でライブに来てくれ」とファンに呼びかけ、親しみやすさをアピールした。バンドの公式サイト（thezutazutaz.com）は一時期アクセス禁止状態となり、その理由は不明だが、彼らの予測不能な活動スタイルを象徴する出来事として話題となった。